# Назаров, Игорь Дмитриевич
Игорь Дмитриевич Назаров (1 января 1960, Бухарская область, Узбекская ССР) — российский футбольный тренер.

## Биография
Родился в Узбекистане в семье нефтяников. С раннего детства жил в Тольятти. В качестве футболиста выступал за городские коллективы физкультуры «Труд» и «Рубин» в чемпионате Тольятти и Куйбышевской области, становился чемпионом области. Работал на заводе ВЦМ.
Заочно окончил Волгоградский институт физкультуры (1986). С конца 1980-х годов стал работать детским тренером в ДЮСШ № 6 г. Тольятти.
В 1992 году возглавил женский футбольный клуб «Лада». В 1993 году под его руководством команда заняла второе место в первой лиге и вышла в высшую. Тренер продолжал работать с «Ладой» до 1998 года, лучший результат под его руководством — бронзовые медали чемпионата страны в 1996 году. Дважды, в 1994 и 1996 году «Лада» выходила в полуфинал Кубка России. Подготовил футболисток сборной России — Ольгу Сергаеву, Татьяну Скотникову.
В 1999 году Назаров перешёл на работу в мужскую «Ладу», где был ассистентом Александра Гармашова.
Позднее снова работал в детско-юношеском футболе на тренерских и административных должностях. Был директором СДЮСШОР «Лада», заместителем директора СДЮСШОР № 12, тренером в академии им. Юрия Коноплёва. Работал с футболистами 1989 г.р. (четыре его воспитанника стали чемпионами Европы в 2006 году), затем с игроками 2001 г.р.